# Триїзодон
Триїзодон (Triisodon) — вимерлий рід ссавців ряду мезоніхії, що існував у палеоцені в Північній Америці. Це були одні з найбільших ссавців палеоцену. Для нього були характерні масивні щелепи та сильні ікла.

## Види
- Triisodon quivirensis
- Triisodon heilprinianus